# Tour d'observation de Toulx
 (janvier 2025).
 (janvier 2025).
Si vous disposez d'ouvrages ou d'articles de référence ou si vous connaissez des sites web de qualité traitant du thème abordé ici, merci de compléter l'article en donnant les références utiles à sa vérifiabilité et en les liant à la section « Notes et références ».
 (janvier 2025).
La tour d’observation de Toulx (ou tour de Toulx-Sainte-Croix) est une tour située en France, au sommet du mont Toulx à 654 m d'altitude, sur la commune de Toulx-Saint-Croix, dans le département de la Creuse.
Édifiée en pierre, et mesurant 30 m de haut, elle offre un point de vue à 360° ; il s'agit d'une attraction touristique principale de la Creuse.

## Histoire

### Choix d'un site stratégique
Le site de Toulx est habité par des peuplades gauloises depuis au plus tôt le IVe siècle, la colline étant utilisée en lieu de refuge et d'observation sur les contrées en contre-bas.
Un promontoire en roche[pas clair] (les rochers de Brudalis) a été identifié vers 1930 comme lieu parfait où installer une tour d'observation. La construction d'une « tour de garde en pierre de 15 mètres » est lancée en 1932 par l'abbé de Boussac; Aguillaume. Les travaux sont arrêtés en 1937 faute de financement alors que la tour ne s'élève qu'à 5 mètres de haut.
En 1939, l'abbé cherche des financements auprès de l'armée et de l'État, avec comme argumentaire le fait que la tour offre une vue lointaine vers l'est et le nord, possibles voies d'envahissement allemand. Aucun accord ne sera trouvé.

### Reprise après la guerre
Sur demande des communes de Toulx et de Boussac, la télévision nationale accepte en 1956 de financer l'édification de la tour. Celle-ci est achevée la même année. D'une hauteur de 20 mètres, elle accueille à son sommet une antenne-relais pour la télévision jusqu'en 1972, date à laquelle la construction est rehaussée de 10 mètres pour que soit aménagée une zone d'observation à 360 degrés.
Elle est rénovée entre 2001 et 2002.

## Aujourd'hui
L'accès gratuit attire environ 12 000 touristes par an (2017) et permet d'observer toute la région. Une table d'orientation permet de reconnaître les horizons visibles jusqu'à 100 km de là. On est censé y voir sept départements français répartis sur trois régions[réf. nécessaire] : en Nouvelle-Aquitaine, Creuse, la Corrèze et la Haute-Vienne ; en Auvergne-Rhône-Alpes : l'Allier et le Puy-de-Dôme ; en région Centre-Val de Loire : le Cher et l'Indre.
Ainsi sont visibles les monts d'Auvergne (chaîne des Puys dont Puy de Dôme), les plateaux du Berry, les monts du Limousin dont le plateau de Millevaches, le signal de l'Âge, les monts Rimondeix[pas clair], le site naturel de l'Étang des landes. Plusieurs monuments culturels et infrastructures sont également visibles : le château de Boussac, l'église de Sainte-Sévère-sur-Indre, la tour d'observation de Sermur, l'usine de Pouligny-Notre-Dame, la ville d'Évaux-les-Bains. Guéret est visible sous certaines conditions atmosphériques.

### Autour de la tour
Un chemin de randonnée part vers le bas de la colline.
Une petite station sismique est présente à son pied. Elle fait partie du réseau national des stations sismiques françaises. La zone est considérée comme zone à risque sismique faible, bien qu'étant très légèrement supérieur aux départements limitrophes (sauf Puy-de-Dôme). Aucun tremblement de terre d'une magnitude de plus de 4 n'a jamais été enregistré.[réf. nécessaire]

## Accessibilité

### Par route
La commune de Toulx est principalement accessible depuis les sorties 43, 44 et 45 de la Route Centre-Europe Atlantique, et donc des villes de Montluçon, Guéret et de La Souterraine. Elle est accessible depuis le nord avec la départementale D997 et la ville de Boussac au pied de la colline.

### Par transports en commun
La commune est reliée au réseau TransCreuse, bus en service à la demande.
La gare ferroviaire de Lavaufranche est située à 3 km. Celle ci est située sur la ligne TER Limoges-Montluçon avec 1 à 2 trains voyageurs par jour, dans les deux sens.